# Uruguayaans voetbalelftal in 2005
Het Uruguayaans voetbalelftal speelde in totaal elf interlands in het jaar 2005, waaronder negen duels in de kwalificatie voor het WK voetbal 2006 in Duitsland. Uruguay verloor in de play-offs van Australië na strafschoppen. Bondscoach Jorge Fossati vertrok na de uitschakeling. Op de FIFA-wereldranglijst zakte Uruguay in 2005 van de 17de (januari 2005) naar de 18de plaats (december 2005).

## Interlands
|                                |                       |       |                   |                                                                                  |
| 26 maart WK-kwalificatie № 715 | Chili                 | 1 – 1 | Uruguay           | Estadio Nacional, Santiago Toeschouwers: 55.000 Scheidsrechter: Óscar Ruiz (COL) |
| 26 maart WK-kwalificatie № 715 | Milovan Mirošević 47' |       | 4' Mario Regueiro | Estadio Nacional, Santiago Toeschouwers: 55.000 Scheidsrechter: Óscar Ruiz (COL) |

|                                          |                  |       |             |                                                                                           |
| 30 maart WK-kwalificatie № 716 20:30 uur | Uruguay          | 1 – 1 | Brazilië    | Estadio Centenario, Montevideo Toeschouwers: 60.968 Scheidsrechter: Héctor Baldassi (ARG) |
| 30 maart WK-kwalificatie № 716 20:30 uur | Diego Forlán 48' |       | 67' Emerson | Estadio Centenario, Montevideo Toeschouwers: 60.968 Scheidsrechter: Héctor Baldassi (ARG) |

|                                        |                         |       |                 | |
| 4 juni WK-kwalificatie № 717 20:00 uur | Venezuela               | 1 – 1 | Uruguay         | Estadio José Encarnación Romero, Maracaibo Toeschouwers: 27.000 Scheidsrechter: Gabriel Brazenas (ARG) |
| 4 juni WK-kwalificatie № 717 20:00 uur | Giancarlo Maldonado 73' |       | 2' Diego Forlán | Estadio José Encarnación Romero, Maracaibo Toeschouwers: 27.000 Scheidsrechter: Gabriel Brazenas (ARG) |

|                                        |      |       |         |                                                                                   |
| 7 juni WK-kwalificatie № 718 20:00 uur | Peru | 0 – 0 | Uruguay | Estadio Nacional, Lima Toeschouwers: 31.515 Scheidsrechter: Héctor Baldassi (ARG) |
| 7 juni WK-kwalificatie № 718 20:00 uur |      |       |         | Estadio Nacional, Lima Toeschouwers: 31.515 Scheidsrechter: Héctor Baldassi (ARG) |

|                                               |                                                              |       |         |                                                                                           |
| 17 augustus Vriendschappelijk № 719 21:00 uur | Spanje                                                       | 2 – 0 | Uruguay | Estadio El Molinón, Gijón Toeschouwers: 23.348 Scheidsrechter: Olegário Benquerença (POR) |
| 17 augustus Vriendschappelijk № 719 21:00 uur | Pablo Gabriel García 25' (e.d.) Vicente Rodríguez 38' (pen.) |       |         | Estadio El Molinón, Gijón Toeschouwers: 23.348 Scheidsrechter: Olegário Benquerença (POR) |

|                                   |                                                                |       |                                     |                                                                                            |
| 4 september WK-kwalificatie № 720 | Uruguay                                                        | 3 – 2 | Colombia                            | Estadio Centenario, Montevideo Toeschouwers: 15.000 Scheidsrechter: Horacio Elizondo (ARG) |
| 4 september WK-kwalificatie № 720 | Marcelo Zalayeta 42' Marcelo Zalayeta 51' Marcelo Zalayeta 86' |       | 79' Elkin Soto 82' Juan Pablo Ángel | Estadio Centenario, Montevideo Toeschouwers: 15.000 Scheidsrechter: Horacio Elizondo (ARG) |

|                                           |         |       |         |                                                                                             |
| 8 oktober WK-kwalificatie № 721 16:00 uur | Ecuador | 0 – 0 | Uruguay | Estadio Olímpico Atahualpa, Quito Toeschouwers: 37.270 Scheidsrechter: Márcio Rezende (BRA) |
| 8 oktober WK-kwalificatie № 721 16:00 uur |         |       |         | Estadio Olímpico Atahualpa, Quito Toeschouwers: 37.270 Scheidsrechter: Márcio Rezende (BRA) |

|                                            |                   |       |            |                                                                                        |
| 12 oktober WK-kwalificatie № 722 21:30 uur | Uruguay           | 1 – 0 | Argentinië | Estadio Centenario, Montevideo Toeschouwers: 55.000 Scheidsrechter: Wilson Souza (BRA) |
| 12 oktober WK-kwalificatie № 722 21:30 uur | Álvaro Recoba 46' |       |            | Estadio Centenario, Montevideo Toeschouwers: 55.000 Scheidsrechter: Wilson Souza (BRA) |

|                                              |                                                             |       |                     |                                                                                            |
| 26 oktober Vriendschappelijk № 723 21:30 uur | Mexico                                                      | 3 – 1 | Uruguay             | Estadio Jalisco, Guadalajara Toeschouwers: 45.000 Scheidsrechter: Hugo León Guajardo (MEX) |
| 26 oktober Vriendschappelijk № 723 21:30 uur | Carlos Salcido 16' Diego Martínez 47' (pen.) Luis Pérez 53' |       | 17' Sebastián Abreu | Estadio Jalisco, Guadalajara Toeschouwers: 45.000 Scheidsrechter: Hugo León Guajardo (MEX) |

|                                                       |                     |       |           |                                                                                           |
| 12 november WK-kwalificatie Play-offs № 724 18:00 uur | Uruguay             | 1 – 0 | Australië | Estadio Centenario, Montevideo Toeschouwers: 58.000 Scheidsrechter: Claus Bo Larsen (DEN) |
| 12 november WK-kwalificatie Play-offs № 724 18:00 uur | Darío Rodríguez 36' |       |           | Estadio Centenario, Montevideo Toeschouwers: 58.000 Scheidsrechter: Claus Bo Larsen (DEN) |

|                                                       |                                                              |       |                                                                   |                                                                                                  |
| 16 november WK-kwalificatie Play-offs № 725 20:00 uur | Australië                                                    | 1 – 0 | Uruguay                                                           | Telstra Olympic Stadium, Sydney Toeschouwers: 82.698 Scheidsrechter: Luis Medina Cantalejo (ESP) |
| 16 november WK-kwalificatie Play-offs № 725 20:00 uur | Mark Bresciano 35'                                           |       |                                                                   | Telstra Olympic Stadium, Sydney Toeschouwers: 82.698 Scheidsrechter: Luis Medina Cantalejo (ESP) |
| 16 november WK-kwalificatie Play-offs № 725 20:00 uur | Strafschoppen                                                |       |                                                                   | Telstra Olympic Stadium, Sydney Toeschouwers: 82.698 Scheidsrechter: Luis Medina Cantalejo (ESP) |
| 16 november WK-kwalificatie Play-offs № 725 20:00 uur | Harry Kewell Lucas Neill Tony Vidmar Mark Viduka John Aloisi | 4 – 2 | Darío Rodríguez Gustavo Varela Fabián Estoyanoff Marcelo Zalayeta | Telstra Olympic Stadium, Sydney Toeschouwers: 82.698 Scheidsrechter: Luis Medina Cantalejo (ESP) |

## FIFA-wereldranglijst
| JAN | FEB | MAR | APR | MEI | JUN | JUL | AUG | SEP | OKT | NOV | DEC |
| --- | --- | --- | --- | --- | --- | --- | --- | --- | --- | --- | --- |
| 17  | 18  | 15  | 16  | 16  | 18  | 18  | 25  | 25  | 17  | 18  | 18  |

## Statistieken
| Fabián Carini         | 1979-12-26 | Cagliari Calcio        | 6 | 0 | 0 | 45 | 0  |
| Sebastián Viera       | 1983-03-07 | Villarreal CF          | 4 | 0 | 0 | 10 | 0  |
| Sergio Navarro        | 1968-03-14 | Rampla Juniors         | 1 | 0 | 0 | 1  | 0  |
| Verdediging           |            |                        |   |   |   |    |    |
| Diego López           | 1974-08-22 | Cagliari Calcio        | 8 | 1 | 0 | 39 | 0  |
| Darío Rodríguez       | 1974-09-17 | Schalke 04             | 8 | 0 | 1 | 40 | 3  |
| Diego Lugano          | 1980-11-02 | São Paulo FC           | 7 | 0 | 0 | 9  | 0  |
| Paolo Montero         | 1971-09-03 | San Lorenzo de Almagro | 7 | 0 | 0 | 60 | 5  |
| Guillermo Rodríguez   | 1984-03-21 | RC Lens                | 6 | 1 | 0 | 12 | 0  |
| Carlos Diogo          | 1983-07-18 | Real Madrid            | 6 | 0 | 0 | 15 | 0  |
| Carlos García         | 1979-11-06 | Peñarol                | 1 | 0 | 0 | 1  | 0  |
| Diego Godín           | 1986-02-16 | CA Cerro               | 1 | 0 | 0 | 1  | 0  |
| Pablo Lima            | 1981-03-26 | Danubio FC             | 1 | 0 | 0 | 10 | 1  |
| Maximiliano Pereira   | 1984-06-08 | Defensor Sporting Club | 1 | 0 | 0 | 1  | 0  |
| Gonzalo Sorondo       | 1979-10-09 | Charlton Athletic      | 1 | 0 | 0 | 27 | 0  |
| Pablo Melo            | 1982-07-04 | CA Tiro Federal        | 0 | 1 | 0 | 3  | 0  |
| Sebastián Vázquez     | 1980-11-04 | Club Nacional          | 0 | 1 | 0 | 1  | 0  |
| Middenveld            |            |                        |   |   |   |    |    |
| Pablo García          | 1977-05-11 | Real Madrid            | 9 | 0 | 0 | 52 | 1  |
| Álvaro Recoba         | 1976-03-17 | Inter Milaan           | 5 | 1 | 1 | 63 | 9  |
| Mario Regueiro        | 1978-09-14 | Valencia CF            | 5 | 1 | 1 | 26 | 1  |
| Gustavo Varela        | 1978-05-14 | Schalke 04             | 5 | 0 | 0 | 22 | 0  |
| Rubén Olivera         | 1983-05-04 | Juventus               | 4 | 0 | 0 | 18 | 0  |
| Diego Pérez           | 1980-05-18 | AS Monaco              | 2 | 3 | 0 | 22 | 0  |
| Javier Delgado        | 1975-07-08 | Club Nacional          | 2 | 1 | 0 | 14 | 0  |
| Omar Pouso            | 1980-02-28 | Peñarol                | 2 | 1 | 0 | 8  | 0  |
| Fabián Estoyanoff     | 1982-09-27 | Cádiz CF               | 1 | 5 | 0 | 20 | 3  |
| Marcelo Sosa          | 1978-06-02 | CA Osasuna             | 1 | 3 | 0 | 27 | 2  |
| Gonzalo Castro        | 1984-09-14 | Club Nacional          | 1 | 1 | 0 | 2  | 0  |
| Gonzalo de los Santos | 1976-07-19 | Valencia CF            | 0 | 2 | 0 | 34 | 1  |
| Gabriel Alcoba        | 1980-01-24 | Montevideo Wanderers   | 0 | 1 | 0 | 1  | 0  |
| Darío Flores          | 1984-02-06 | Peñarol                | 0 | 1 | 0 | 1  | 0  |
| Óscar Javier Morales  | 1975-03-29 | Real Valladolid        | 0 | 1 | 0 | 2  | 0  |
| Marcelo Tejera        | 1973-08-06 | Defensor Sporting Club | 0 | 1 | 0 | 6  | 0  |
| Aanval                |            |                        |   |   |   |    |    |
| Diego Forlán          | 1979-05-19 | Villarreal CF          | 8 | 1 | 2 | 32 | 11 |
| Marcelo Zalayeta      | 1978-12-05 | Juventus               | 7 | 2 | 3 | 32 | 10 |
| Richard Morales       | 1975-02-21 | Málaga CF              | 6 | 2 | 0 | 27 | 6  |
| Javier Chevantón      | 1980-08-17 | AS Monaco              | 1 | 2 | 0 | 21 | 7  |
| Vicente Sánchez       | 1979-12-07 | Club Toluca            | 1 | 2 | 0 | 16 | 2  |
| Richard Núñez         | 1976-02-16 | CF Pachuca             | 1 | 1 | 0 | 9  | 0  |
| Sebastián Abreu       | 1976-10-17 | Dorados de Sinaloa     | 1 | 0 | 1 | 19 | 12 |
| Martín Ligüera        | 1980-11-09 | Club San Luis          | 1 | 0 | 0 | 14 | 6  |
| Darío Silva           | 1972-11-02 | Portsmouth FC          | 0 | 2 | 0 | 49 | 14 |
| Sergio Blanco         | 1981-11-25 | Dorados de Sinaloa     | 0 | 1 | 0 | 2  | 0  |
| Pablo Granoche        | 1983-09-05 | CD Veracruz            | 0 | 1 | 0 | 1  | 0  |

AUF · A-internationals · Selecties · Bondscoaches · Uruguayaans vrouwenelftal · Olympisch elftal · Uruguay U21 · Uruguay U20 · Uruguay U19 · Uruguay U18 · Uruguay U17
1900 – 1909 ·
1910 – 1919 ·
1920 – 1929 ·
1930 – 1939 ·
1940 – 1949 ·
1950 – 1959 ·
1960 – 1969 ·
1970 – 1979 ·
1980 – 1989 ·
1990 – 1999 ·
2000 – 2009 ·
2010 – 2019 ·
2020 – 2029
WK 1930 · 
WK 1950 · 
WK 1954 · 
WK 1962 · 
WK 1966 · 
WK 1970 ·
WK 1974 · 
WK 1986 · 
WK 1990 · 
WK 2002 · 
WK 2010 · 
WK 2014 · 
WK 2018
OS 1924 · 
OS 1928 ·
OS 2012
1902 · 
1903 · 
1904 · 
1905 · 
1906 · 
1907 · 
1908 · 
1909 ·
1910 · 
1911 · 
1912 · 
1913 · 
1914 · 
1915 · 
1916 · 
1917 · 
1918 · 
1919 ·
1920 · 
1921 · 
1922 · 
1923 · 
1924 · 
1925 · 
1926 · 
1927 · 
1928 · 
1929 ·
1930 · 
1931 · 
1932 · 
1933 · 
1934 · 
1935 · 
1936 · 
1937 · 
1938 · 
1939 ·
1940 · 
1941 · 
1942 · 
1943 · 
1944 · 
1945 · 
1946 · 
1947 · 
1948 · 
1949 ·
1950 · 
1951 · 
1952 · 
1953 · 
1954 · 
1955 · 
1956 · 
1957 · 
1958 · 
1959 ·
1960 · 
1961 · 
1962 · 
1963 · 
1964 · 
1965 · 
1966 · 
1967 · 
1968 · 
1969 ·
1970 · 
1971 · 
1972 · 
1973 · 
1974 · 
1975 · 
1976 · 
1977 · 
1978 · 
1979 ·
1980 · 
1981 · 
1982 · 
1983 · 
1984 · 
1985 · 
1986 · 
1987 · 
1988 · 
1989 ·
1990 ·
1991 · 
1992 · 
1993 · 
1994 · 
1995 · 
1996 · 
1997 · 
1998 · 
1999 · 
2000 · 
2001 · 
2002 · 
2003 · 
2004 · 
2005 · 
2006 · 
2007 · 
2008 · 
2009 · 
2010 · 
2011 · 
2012 · 
2013 · 
2014 · 
2015 · 
2016 ·
2017 ·
2018 ·
2019 ·
2020 ·
2021 ·
2022 ·
2023 ·
2024
Algerije ·
Angola ·
Argentinië ·
Australië ·
België ·
Bolivia ·
Brazilië ·
Bulgarije ·
Canada ·
Chili ·
China ·
Colombia ·
Costa Rica ·
Cuba ·
DDR ·
Denemarken ·
Duitsland ·
Ecuador ·
Egypte ·
Engeland ·
Estland ·
 Finland ·
Frankrijk ·
Georgië ·
Ghana ·
Guatemala ·
Haïti ·
Honduras ·
Hongarije ·
Ierland ·
India ·
Indonesië ·
Irak ·
Iran ·
Israël ·
Italië ·
Ivoorkust ·
Jamaica ·
Japan ·
Joegoslavië ·
Jordanië ·
Libië ·
Luxemburg ·
Maleisië ·
Mexico ·
Marokko ·
Nederland ·
Nicaragua ·
Nieuw-Zeeland ·
Nigeria ·
Noord-Ierland ·
Noorwegen ·
Oekraïne ·
Oezbekistan ·
Oman ·
Oostenrijk ·
Panama ·
Paraguay ·
Peru ·
Polen ·
Portugal ·
Roemenië ·
Rusland ·
Saarland ·
Saoedi-Arabië ·
Schotland ·
Senegal ·
Servië & Montenegro ·
Singapore ·
Slovenië ·
Sovjet-Unie ·
Spanje ·
Tahiti ·
Thailand ·
Trinidad en Tobago · 
Tsjechië ·
Tsjecho-Slowakije ·
Tunesië · 
Turkije ·
Venezuela ·
Verenigde Arabische Emiraten ·
Verenigde Staten ·
Wales ·
Zuid-Afrika ·
Zuid-Korea ·
Zweden ·
Zwitserland
Argentinië (1986) ·
België (1990) ·
Brazilië (1950) · 
Colombia (2014) ·
Costa Rica (2014) ·
Denemarken (1986) ·
Denemarken (2002) ·
Duitsland (2010) ·
Egypte (2018) ·
Engeland (2014) ·
Frankrijk (2002) ·
Frankrijk (2010) ·
Frankrijk (2018) ·
Ghana (2010) ·
Italië (1990) ·
Italië (2014) ·
Mexico (2010) ·
Nederland (1974) ·
Nederland (2010) ·
Portugal (2018) ·
Rusland (2018) ·
Saoedi-Arabië (2018) ·
Schotland (1986) ·
Senegal (2002) ·
Spanje (1990) ·
West-Duitsland (1986) ·
Zuid-Afrika (2010) ·
Zuid-Korea (1990) ·
Zuid-Korea (2010)